# Niżnia Kapałkowa Ławka
Niżnia Kapałkowa Ławka (słow. Magurská lávka, niem. Untere Dürrentalscharte, węg. Alsó Szárazvölgyi csorba) – przełęcz w Kapałkowej Grani w słowackiej części Tatr Wysokich. Jest najniższym punktem grani pomiędzy Pośrednią Kapałkową Turnią a Małą Kapałkową Turnią i oddziela tę ostatnią na zachodzie od Kapałkowej Baszty na wschodzie. Położona jest tuż pod Małą Kapałkową Turnią. Dawniej nazywana była Kapałkową Ławką.
Przełęcz jest wyłączona z ruchu turystycznego. Południowe stoki Niżniej Kapałkowej Ławki opadają do Doliny Suchej Jaworowej żlebem, którym biegnie najdogodniejsza droga na przełęcz dla taterników. Na północ z przełęczy spada 350-metrowy żleb o charakterze komina, uchodzący na Kozie Usypy – duży stożek piargowy w Dolinie Czarnej Jaworowej, poniżej progu Doliny Śnieżnej.
Pierwsze wejścia turystyczne:
- letnie – Gyula Komarnicki i Roman Komarnicki, 2 sierpnia 1909 r., przy przejściu granią,
- zimowe – Jerzy Pierzchała, 26 kwietnia 1936 r.

Już dawniej na przełęcz wchodzili myśliwi z Jurgowa. Bracia Komarniccy zastali na niej duży kopiec kamieni, utworzony zapewne w ostatnich latach XIX wieku przez kartografów.